# Dylan Brown

a Compétitions nationales et continentales officielles uniquement.

b Matchs officiels uniquement.
Dylan Brown, né le 21 juin 2000 à Auckland (Nouvelle-Zélande), est un joueur néo-zélandais de rugby à XIII, évoluant au poste de demi d'ouverture ou de demi de mêlée dans les années 2010 et 2020.
Natif de Nouvelle-Zélande, Dylan Brown grandit dans le Northland à Whangarei, île du Nord, et pratique dès son jeune âge le rugby à XIII. À l'âge de quinze ans, il rejoint l'Australie pour poursuivre sa formation dans ce sport en intégrant les équipes jeunes des Parramatta Eels. Le club mise de gros espoirs sur lui et signe en 2019 un contrat de six années tout en faisant ses débuts en National Rugby League. Placé en charnière avec Mitchell Moses, il s'impose au poste de demi d'ouverture et y devient l'un des meilleurs à ce poste en NRL. Il dispute avec les Parramatta Eels la finale de NRL perdue face aux Penrith Panthers 28-12 en 2022. En 2025, il annonce sa dernière année à Parramatta en signant pour les Newcastle Knights à partir de 2026 et y devenant l'un des joueurs les mieux payés du Championnat.
Parallèlement, il prend part à de nombreuses rencontres avec la sélection de Nouvelle-Zélande à partir de 2022, prenant part à la Coupe du monde en 2022 où il atteint la demi-finale, battu par l'Australie 16-14.

## Biographie

### 2026: Départ pour les Newcastle Knights et contrat record
Les dessous du départ de Dylan Brown interviennent au début de la saison 2025. Arrivant en fin de contrat avec les Parramatta Eels en 2025, Dylan Brown se voit proposer une offre de ces derniers et compte aussi sur une offre des Newcastle Knights. Après réflexion, il annonce son départ à compter de la saison 2026 pour ces derniers en paraphant l'un des contrats les plus lucratifs de la National Rugby League où il y est annoncé pour 10 ans et un contrat de 14,4 millions de dollars australiens.

## Palmarès
- Collectif : 
  - Finaliste de la National Rugby League : 2022 (Parramatta).

### Détails en sélection
| 1. | 25 juin 2022     | Tonga     | 26-6  | Test-match     | Demi d'ouverture | - | - | - | - |
| 2. | 16 octobre 2022  | Liban     | 34-12 | Coupe du monde | Demi d'ouverture | 4 | 1 | - | - |
| 3. | 28 octobre 2022  | Irlande   | 48-10 | Coupe du monde | Demi d'ouverture | 4 | - | 2 | - |
| 4. | 5 novembre 2022  | Fidji     | 24-18 | Coupe du monde | Demi d'ouverture | - | - | - | - |
| 5. | 11 novembre 2022 | Australie | 14-16 | Coupe du monde | Demi d'ouverture | 4 | 1 | - | - |
| 6. | 21 octobre 2023  | Samoa     | 50-0  | Test-match     | Demi d'ouverture | - | - | - | - |
| 7. | 29 octobre 2023  | Australie | 18-36 | Test-match     | Demi d'ouverture | - | - | - | - |
| 8. | 4 novembre 2023  | Australie | 30-0  | Test-match     | Demi d'ouverture | - | - | - | - |

### Détails en club
| Saison | Saison            | Championnat | Championnat | Championnat | Championnat | Championnat | Championnat | Championnat | Sélection | Sélection | Sélection | Sélection | Sélection | Sélection | Sélection |
| Saison | Saison            | Comp.       | Class.      | M           | Pts         | Ess.        | Buts        | Dp.         | Compet.   | M         | Pts       | Ess.      | Buts      | Dp.       |           |
| ------ | ----------------- | ----------- | ----------- | ----------- | ----------- | ----------- | ----------- | ----------- | --------- | --------- | --------- | --------- | --------- | --------- | --------- |
| 2019   | Parramatta Eels   | NRL         | 2e tour     | 15          | 20          | 5           | -           | -           |           |           |           |           |           |           |           |
| 2020   | Parramatta Eels   | NRL         | 2e tour     | 18          | 16          | 4           | -           | -           |           |           |           |           |           |           |           |
| 2021   | Parramatta Eels   | NRL         | 2e tour     | 21          | 16          | 4           | -           | -           |           |           |           |           |           |           |           |
| 2022   | Parramatta Eels   | NRL         | Finaliste   | 28          | 44          | 11          | -           | -           | CM        | 5         | 12        | 2         | 2         | -         |           |
| 2023   | Parramatta Eels   | NRL         | 10e         | 17          | 12          | 3           | -           | -           |           | 3         | -         | -         | -         | -         |           |
| 2024   | Parramatta Eels   | NRL         | 15e         | 24          | 20          | 5           | -           | -           |           |           |           |           |           |           |           |
| 2025   | Parramatta Eels   | NRL         |             | 5           | -           | -           |             |             |           |           |           |           |           |           |           |
| 2026   | Newcastle Knights | NRL         |             |             |             |             |             |             |           |           |           |           |           |           |           |